# Wydział Nauk o Zdrowiu Uniwersytetu Medycznego w Łodzi
Wydział Nauk o Zdrowiu Uniwersytetu Medycznego w Łodzi – jeden z pięciu wydziałów Uniwersytetu Medycznego w Łodzi. Jego siedziba znajduje się przy Placu Hallera 1 w Łodzi. Powstał w 2001 r.

## Struktura
- I Zakład Anestezjologii i Intensywnej Terapii
- I Zakład Medycyny Rodzinnej
- Klinika Geriatrii
- Oddział Medycyny Ratunkowej
- Oddział Pielęgniarstwa i Położnictwa
- Oddział Zdrowia Publicznego
- Zakład Badań Neuropeptydów
- Zakład Biochemii Medycznej
- Zakład Bioetyki
- Zakład Chemii Biomedycznej
- Zakład Cytobiologii i Proteomiki
- Zakład Epidemiologii i Biostatystyki
- Zakład Finansowania Ochrony Zdrowia
- Zakład Higieny i Promocji Zdrowia
- Zakład Higieny Żywienia i Epidemiologii
- Zakład Immunologii Doświadczalnej
- Zakład Jakości Świadczeń, Procedur i Standardów Medycznych
- Zakład Medycyny Ratunkowej i Medycyny Katastrof
- Zakład Medycyny Społecznej
- Zakład Medycyny Sportowej
- Zakład Medycyny Zapobiegawczej
- Zakład Molekularnych Mechanizmów Komórkowych
- Zakład Morfologii Klinicznej
- Zakład Nauk o Rodzinie
- Zakład Nefropatologii
- Zakład Neurochemii Molekularnej
- Zakład Patofizjologii Behawioralnej
- Zakład Patofizjologii i Neuroendokrynologii Doświadczalnej
- Zakład Patologii Społecznych
- Zakład Prawa Medycznego
- Zakład Psychologii Lekarskiej
- Zakład Socjologii
- Zakład Ubezpieczeń Zdrowotnych
- Zakład Zaburzeń Krzepnięcia Krwi
- Zakład Zarządzania Ochroną Zdrowia[5]

## Kierunki studiów
- zdrowie publiczne
- ratownictwo medyczne
- dietetyka
- koordynowana opieka senioralna
- fizjoterapia[3]

## Władze
Dziekan: prof. dr hab. n. med. Tomasz Kostka

Prodziekan ds. nauki: prof. dr hab. n. med. Małgorzata Wągrowska-Danilewicz

Prodziekan ds. Kierunków Humanistycznych: dr hab. n. hum. prof. nadzw. Mieczysław Gałuszka

Prodziekan ds. Oddziału Pielęgniarstwa i Położnictwa: prof. dr hab. n. med. Jerzy Loba

Prodziekan ds. Dydaktyki dla Oddziału Pielęgniarstwa i Położnictwa: prof. dr hab. n. med. Piotr Smolewski

Prodziekan ds. Nauki dla Oddziału Pielęgniarstwa i Położnictwa: prof. dr hab. n. med. Janusz Strzelczyk

Prodziekan ds. Dydaktyki: prof. dr hab. n. med. Krystyna Fabianowska-Majewska